# 7625 Louisspohr
7625 Louisspohr eller 2150 T-2 är en asteroid i huvudbältet som upptäcktes den 29 september 1973 av den nederländsk-amerikanske astronomen Tom Gehrels och det nederländska astronomparet Ingrid van Houten-Groeneveld och Cornelis Johannes van Houten vid Palomarobservatoriet. Den är uppkallad efter den tyske tonsättaren Louis Spohr.
Asteroiden har en diameter på ungefär 9 kilometer.